# Hermann Kesten
Hermann Kesten (Podwołoczyska, Galicië, Oostenrijk-Hongarije (nu Pidwolotschysk in Oekraïne), 28 januari 1900 – Bazel, 3 mei 1996) was een Duits schrijver en een van de belangrijkste vertegenwoordigers van de literaire nieuwe zakelijkheid gedurende de jaren 1920 in Duitsland. 
Een paar jaar na de geboorte van Hermann, in 1904, verhuisde het gezin Kesten naar Neurenberg.  In 1918 stierf zijn vader in Lublin, Polen. Kesten studeerde in de jaren 1919 tot 1923 recht en economie, geschiedenis, Duitse literatuur en filosofie in Erlangen en Frankfurt am Main; een doctoraal project over Heinrich Mann bleef onafgewerkt. Kesten onderbrak zijn studie van 1923 tot 1926 en was in die tijd in de handel.  
In 1926 publiceerde hij de novelle Vergebliche Flucht in de Frankfurter Zeitung. Na 1927 vestigde Kesten zich in Berlijn, waar hij aanvankelijk als schrijver, dan als een docent, samen met Fritz H. Landshoff en Walter Landauer bij uitgeverij Gustav Kiepenheuer Verlag ging werken.
Vanwege zijn Joodse afkomst en zijn politieke overtuiging werd hij in 1933 uitgewezen uit Duitsland. In datzelfde jaar, na zijn vlucht naar Frankrijk, woonde hij na Parijs in het ballingschap-centrum Sanary-sur-Mer bij Toulon, daarna in Londen, Brussel, Oostende en Amsterdam. In Amsterdam werd hij - weer samen met Walter Landauer – leider van de Duitse afdeling van de uitgeverij Allert de Lange. Deze uitgever was de concurrent van Querido Verlag (waar Fritz H. Landshoff de leider was van de Duitse afdeling) maar had ook een samenwerkingsverband met Allert de Lange.  
Na een kort verblijf in Nièvre Colombes in 1939 vluchtte Kesten in 1940 met een bezoekersvisum naar de Verenigde Staten.  Daar woonde hij in New York en was actief vanaf 1940 tot 1942 als honoraray advisor in het Emergency Rescue Committee voor de redding van hoofdzakelijk Duitse auteurs uit de vervolging door het naziregime. 
In 1949 nam Kesten het Amerikaanse staatsburgerschap aan. In datzelfde jaar woonde hij, op een Europese tour, het Internationale PEN-congres  bij, waarbij er sprake was van een reünie in Duitsland en ontmoetingen met oude vrienden in Neurenberg. In 1950 werd Hermann Kesten lid van de Academie van Wetenschappen en Letterkunde in Mainz. In 1953 verhuisde hij naar Rome en bleef daar tot 1977. Toen zijn vrouw Toni Kesten overleed in 1977, ging Kesten naar Bazel en bracht de laatste jaren van zijn leven door in het Joodse bejaardentehuis, La Charmille in de buurt van Bazel.
Aan Kesten werd in 1974 de Georg-Büchner-Preis toegekend.

### Romans
- Josef sucht die Freiheit (1927)
- Ein ausschweifender Mensch (Das Leben eines Tölpels) (1929)
- Glückliche Menschen (1931)
- Der Scharlatan (1932)
- Der Gerechte (1934)
- Ferdinand und Isabella (1936; opnieuw: 2006, ISBN 3-85535-978-4)
- König Philipp II. (1938; opnieuw: Ullstein, Frankfurt am Main, 1982, ISBN 3-548-37112-4)
- Die Kinder von Gernika (1939: opnieuw: Ullstein, Frankfurt am Main, 1981, ISBN 3-548-37103-5)
- Die Zwillinge von Nürnberg (1947; opnieuw: 2004, ISBN 3-92159-000-0)
- Die fremden Götter (1949)
- Ein Sohn des Glücks (1955)
- Die Abenteuer eines Moralisten (1961; opnieuw: 2007, ISBN 3-85535-363-8)
- Die Zeit der Narren (1966)
- Ein Mann von sechzig Jahren (1972)

### Novellen
- Vergebliche Flucht und andere Novellen (1949)
- Die 30 Erzählungen von Hermann Kesten (1962)
- Dialog der Liebe (1981)
- Der Freund im Schrank (1983)

### Biografieën en essays
- Copernicus und seine Welt (1948)
- Casanova (1952)
- Meine Freunde die Poeten (1953, opnieuw: 2006, ISBN 3-85535-977-6)
- Der Geist der Unruhe (1959)
- Dichter im Café (1959)
- Filialen des Parnaß (1961)
- Lauter Literaten (1963)
- Die Lust am Leben. Boccaccio, Aretino, Casanova (1968)
- Ein Optimist (1970)
- Hymne für Holland (1970)
- Revolutionäre mit Geduld (1973)

### Toneelteksten
- Maud liebt beide (1928)
- Admet (1928)
- Babel oder Der Weg zur Macht (1929)
- Wohnungsnot oder Die Heilige Familie (1930)
- Einer sagt die Wahrheit (1930)
- Wunder in Amerika (samen met Ernst Toller) (1931)

### Gedichten
- Ich bin, der ich bin. Verse eines Zeitgenossen (1974).
- Ein Jahr in New York

### Herdrukken
- 24 neue deutsche Erzähler (1929)
- Neue französische Erzähler (samen met Félix Bertaux) (1930)
- Novellen deutscher Dichter der Gegenwart (1933)
- Heinrich Heine. Meisterwerke in Vers und Prosa (1939)
- Heart of Europe (samen met Klaus Mann) (1943)
- Die blaue Blume. Die schönsten romantischen Erzählungen der Weltliteratur (1955)
- Josef Roth. Werke (1956)
- René Schickele. Werke (1959)
- Gotthold Ephraim Lessing. Werke (1962)
- Ich lebe nicht in der Bundesrepublik (1964)

### Vertalingen
- Julien Green, Leviathan (1930)
- Henry Michaux, Meine Güter (1930)
- Emanuel Bove, Geschichte eines Verrückten (1930)
- Jules Romains, Der Kapitalist (1931)
- Jean Giraudoux, Die Abenteuer des Jérome Bardini (1932)
- John Gunther, So sehe ich Asien (1940)

## Brieven van en aan Hermann Kesten
- Deutsche Literatur im Exil. Briefe europäischer Autoren 1933-1949 (1964)
- Franz Schoenberner/Hermann Kesten: Briefwechsel im Exil 1933-1945 (2008)